# Campeonato Europeo de Ciclismo BMX de 2014
El XIX Campeonato Europeo de Ciclismo BMX se celebró en Roskilde (Dinamarca) entre el 10 y el 13 de julio de 2014 bajo la organización de la Unión Europea de Ciclismo (UEC) y la Federación Danesa de Ciclismo.
Las competiciones se realizaron en las instalaciones del Centro Deportivo de la ciudad danesa.

## Resultados
| Evento            | Oro                           | Plata                   | Bronce                         |
| ----------------- | ----------------------------- | ----------------------- | ------------------------------ |
| Masculino (13.07) | Māris Štrombergs Letonia      | Romain Mayet Francia    | Martijn Jaspers · Países Bajos |
| Femenino (13.07)  | Laura Smulders · Países Bajos | Manon Valentino Francia | Simone Christensen Dinamarca   |

## Medallero
| Núm. | País         | Oro | Plata | Bronce | Total |
| ---- | ------------ | --- | ----- | ------ | ----- |
| 1    | Países Bajos | 1   | 0     | 1      | 2     |
| 2    | Letonia      | 1   | 0     | 0      | 1     |
| 3    | Francia      | 0   | 2     | 0      | 2     |
| 4    | Dinamarca    | 0   | 0     | 1      | 1     |
|      | TOTAL        | 2   | 2     | 2      | 6     |